# Monica Kristensen
Monica Kristensen Solås, née le 30 juin 1950 à Torsby en Suède, est une glaciologue et écrivaine norvégienne.

## Biographie
Monica Kristensen est la première femme à avoir dirigé une expédition en Antarctique. Elle vit actuellement à Oslo. L'Expédition, roman paru en 2014, s’inscrit dans une série de polars se déroulant au Svalbard. Une région que connaît très bien l’auteur puisqu’elle a séjourné pendant six ans dans cet archipel le plus septentrional d’Europe, situé à la jonction des océans Atlantique et Arctique.

## Œuvres

### Romans
- (no) Mot 90 grader syd, 1987
- (no) Det magiske landet, 1989
- (no) Dager mot Antarktis, 1993
- (no) Hollendergraven, 2007
- Le Sixième Homme[2],[3], Gaïa, coll. « Polar », 2011 ((no) Kullunge, 2008), trad. Loup-Maëlle Besançon, 267 p.  (ISBN 978-2-84720-213-7)Réédition, Actes Sud, coll. « Babel noir » no 87, 2013 (ISBN 978-2-330-01977-8)
- Opération Fritham, Gaïa, coll. « Polar », 2012 ((no) Operasjon Fritham, 2009), trad. Loup-Maëlle Besançon, 267 p.  (ISBN 978-2-84720-284-7)Réédition, Actes Sud, coll. « Babel noir » no 115, 2014 (ISBN 978-2-330-03283-8)
- Vodka, Pirojki et Caviar, Gaïa, coll. « Polar », 2014 ((no) Den døde i Barentsburg, 2011), trad. Loup-Maëlle Besançon, 304 p.  (ISBN 978-2-84720-427-8)Réédition, Actes Sud, coll. « Babel noir » no 151, 2016 (ISBN 978-2-330-05863-0)
- (no) Kings Bay saken, 2012
- L'Expédition, Gaïa, coll. « Polar », 2016 ((no) Ekspedisjonen, 2014), trad. Loup-Maëlle Besançon, 320 p.  (ISBN 978-2-84720-723-1)Réédition, Actes Sud, coll. « Babel noir » no 215, 2019 (ISBN 978-2-330-11706-1)